# Country Women's Association

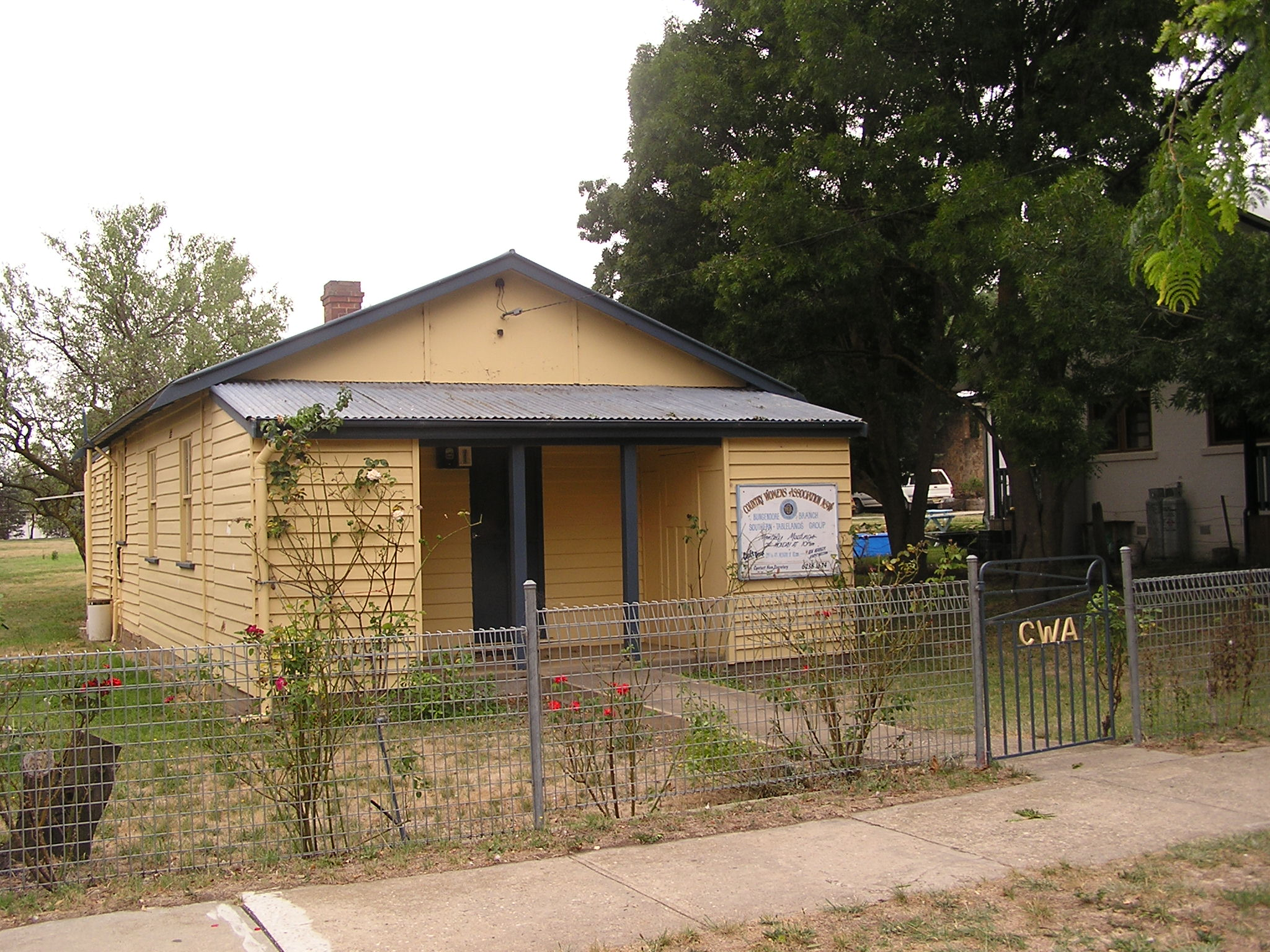
Ett CWA-hus i Bungendore, New South Wales

Country Women's Association (CWA), är en australisk kvinnoförening, grundad 1922.
Det är en oberoende organisation som representerar kvinnor och barns intressen, främst dem som bor på Australiens landsbygd. Det är den största intressegruppen i Australien. 